# Millepertuis androsème
Hypericum androsaemum
Espèce
Classification APG III (2009)
Le Millepertuis androsème ou Androsème officinal (Hypericum androsaemum L.) est une espèce de plantes à fleurs de la famille des Clusiacées selon la classification classique ou des Hypéricacées selon la classification phylogénétique. Elle appartient au genre des millepertuis (Hypericum).

## Étymologie
L'adjectif andros vient du grec Ἄνδρος (homme) et de αἷμα (haima, suc rouge).
On le connaît également sous le nom d'Herbe-à-tous-maux, Toute-saine ou Toute-bonne.

## Description
Le Millepertuis androsème est une plante herbacée vivace de 30 à 100 cm de hauteur.
- Période de floraison : juin à août
- Formation biologique : chaméphyte frutescent
- Pollinisation : entomogame et parfois autogame
- Dissémination : endozoochorie

### Fruit
Le Millepertuis androsème a une baie charnue à maturité ; lorsqu'elle persiste sur la plante après celle-ci, elle se dessèche et noircit. Ces fruits d'une forme inhabituelle ont conduit à le classer durant un temps dans un genre à part, Androsaemum, avant de lui faire rejoindre celui des Hypericum.

## Habitat et répartition
Le Millepertuis androsème est une plante que l'on trouve en Europe, au Moyen-Orient et en Afrique du nord. Il pousse dans des zones légèrement humides et avec une terre plutôt acides (acidophile), sur les berges, les ravins, les sous-bois et les berges ombragées et fraîches à une altitude de 0 à 1600 mètres. Il a été introduit dans d'autres zones du monde comme l'Australie.
En France, il est présent à l'ouest et au centre des Pyrénées, de manière rare dans le Massif Central, le Jura et les Vosges. Dans le Mercantour, on le trouve bas en altitude.

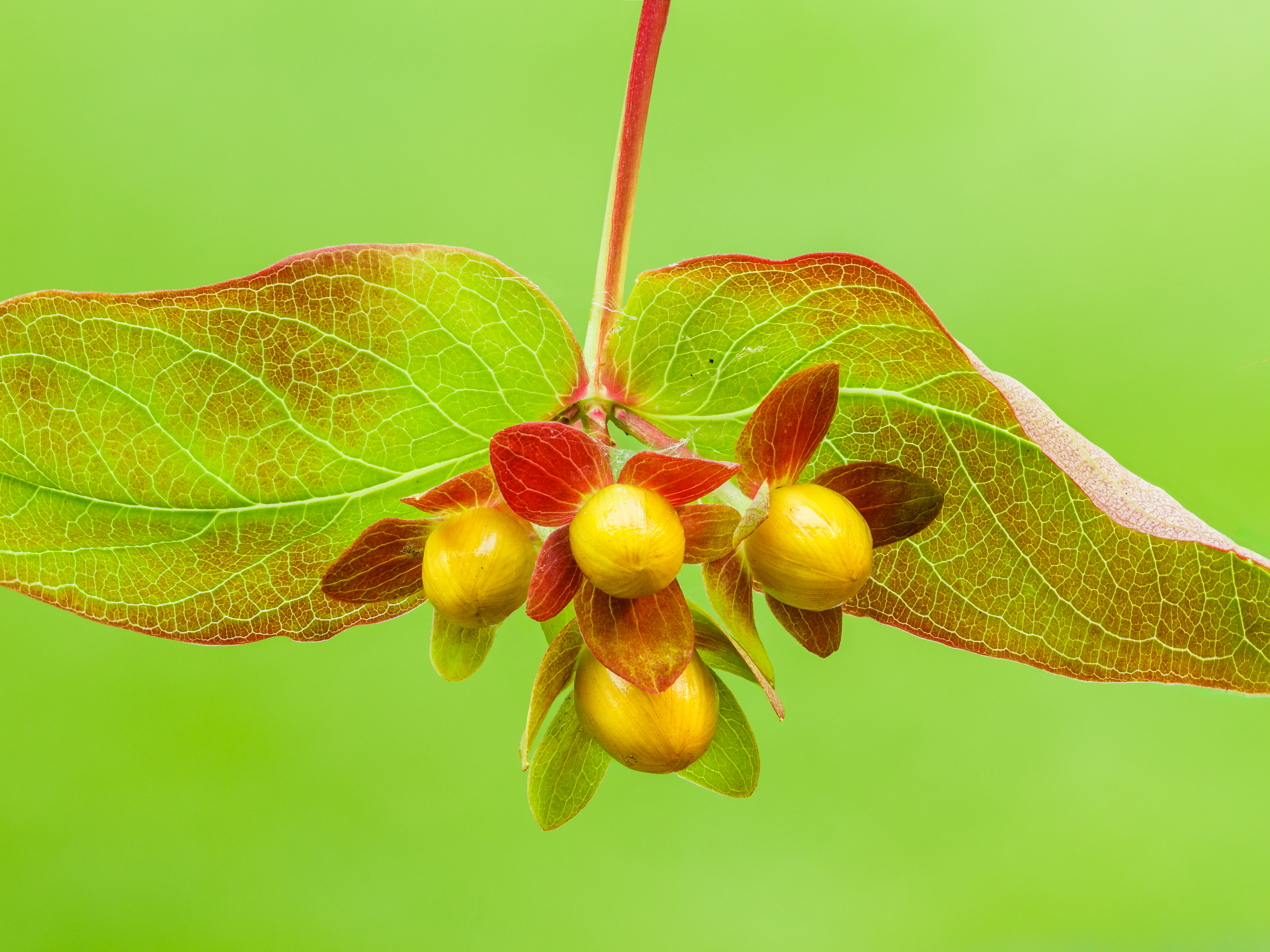
Boutons floraux d'un (Hypericum androsaemum).

## Utilisation
Le Millepertuis androsème est une plante utilisée de manière traditionnelle en médecine populaire. Certaines parties de la plante sont mobilisées en pommade sur des brûlures et des coupures. Des études ont également montré une action comme antidépresseur. L'étude de ses propriétés antioxydantes a permis de donner une certaine crédibilité à son usage sous forme d'infusions,.

## Protection
C'est une plante protégée en région Limousin depuis 1989 et en région Rhône-Alpes depuis 1990. Elle est inscrite comme en danger critique sur la liste rouge régionale des espèces de plantes du Nord-Pas-de-Calais et celle d'Ile de France comme en danger en Picardie et Franche-Comté ainsi que comme vulnérable sur celle de Champagne-Ardennes.

## Galerie

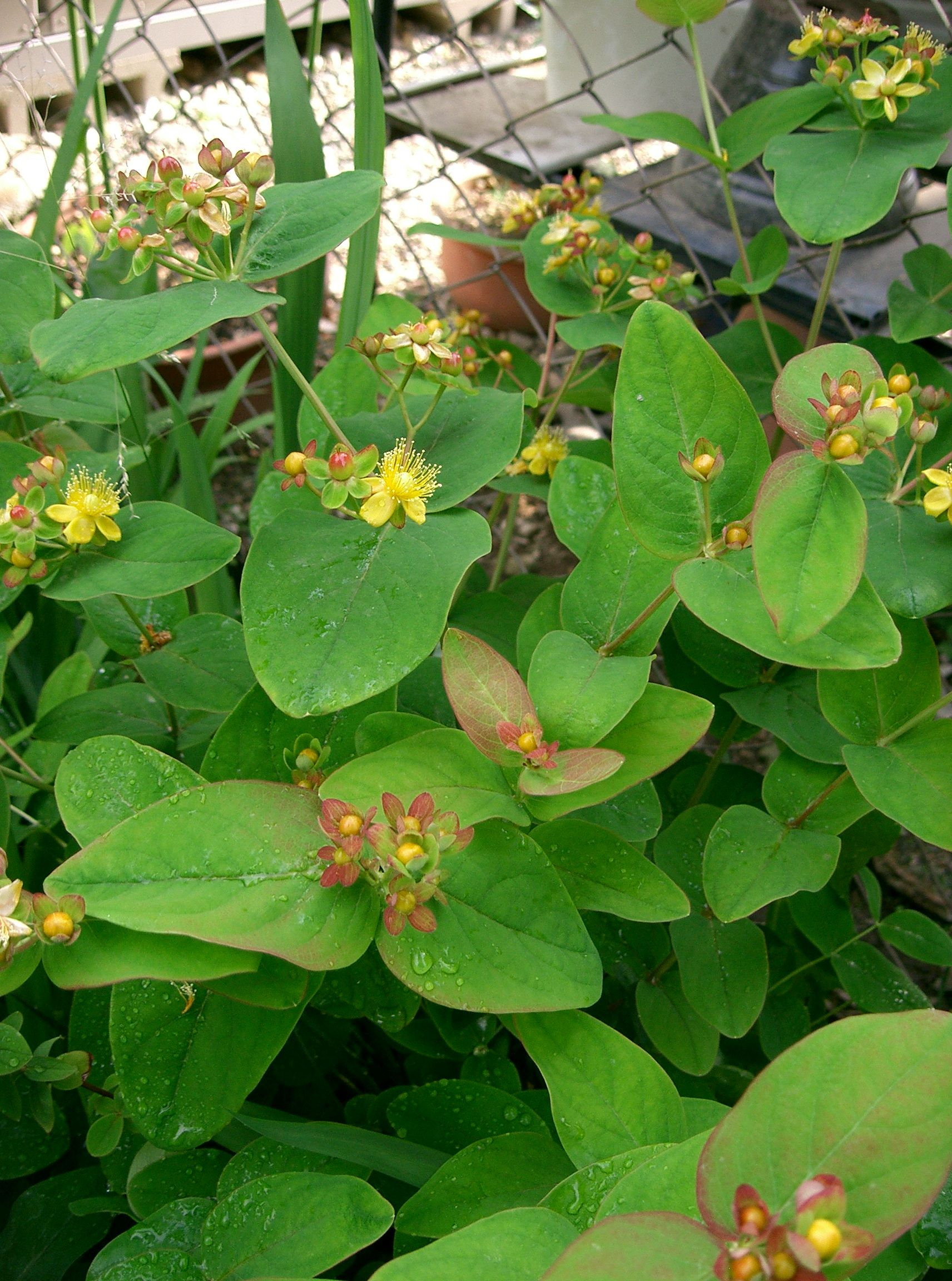
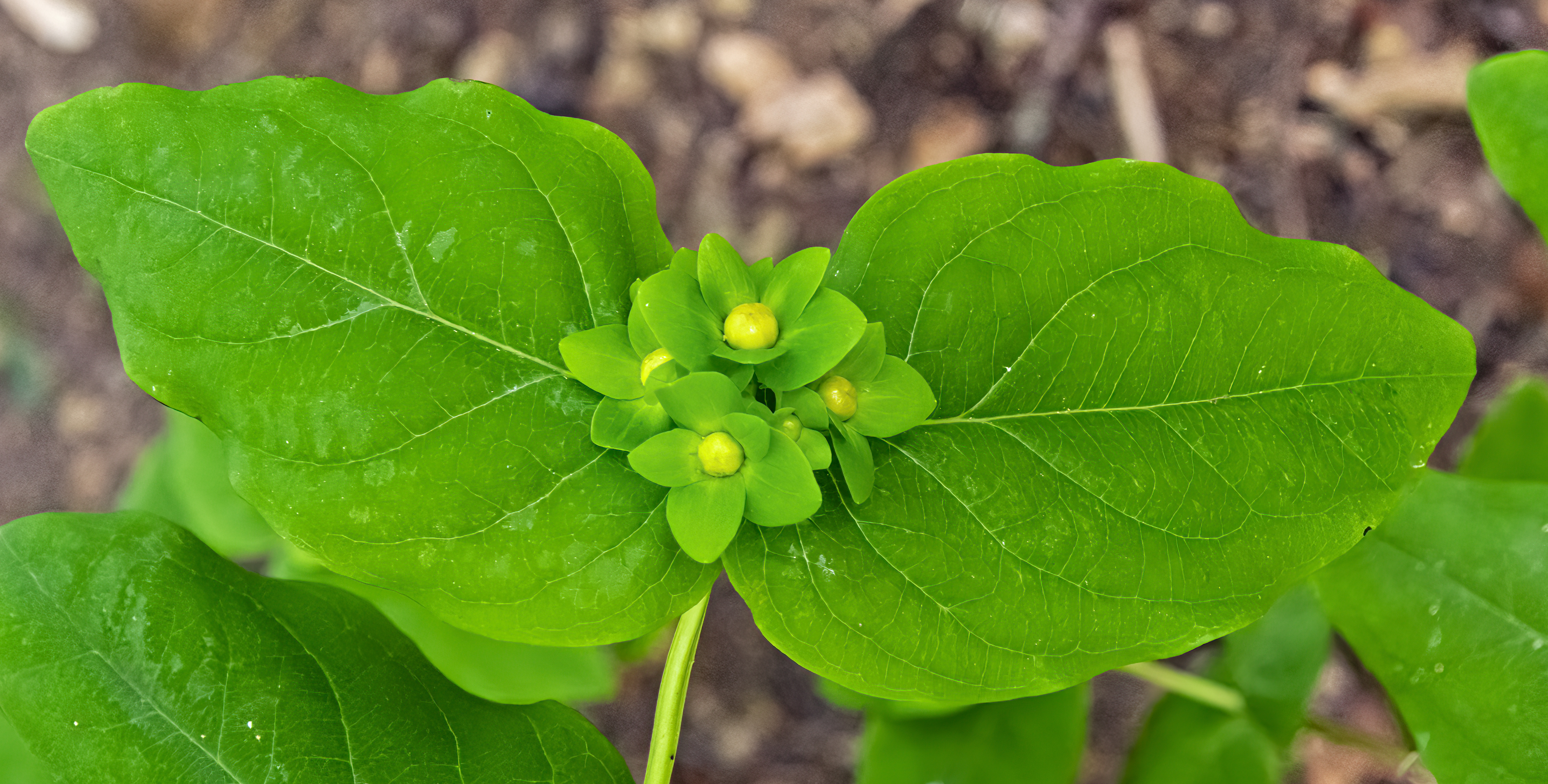
Feuilles et boutons.
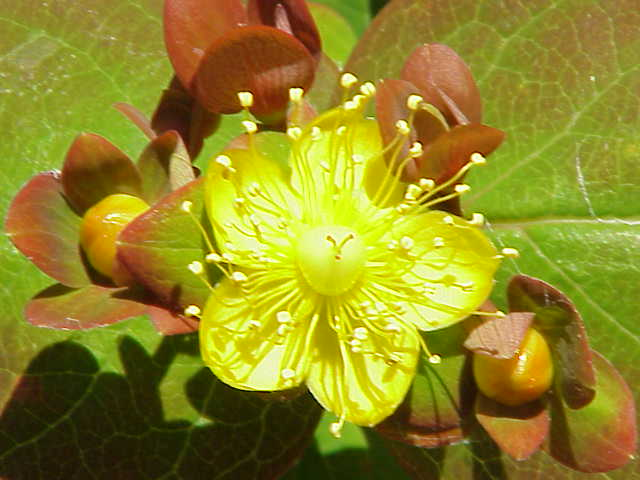
Fleur.
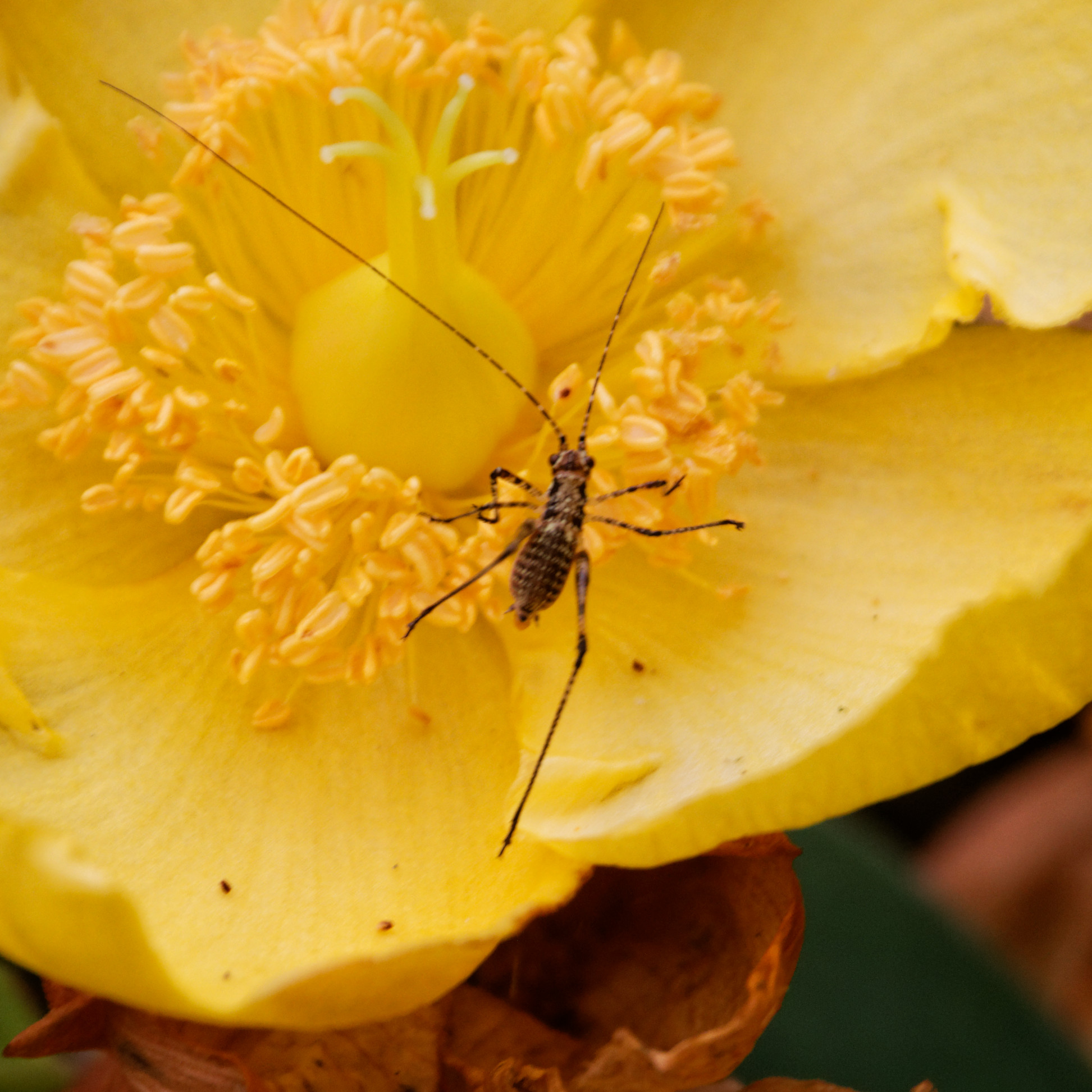
Une larve d’Orthoptera sur une fleur de H. androsaemum
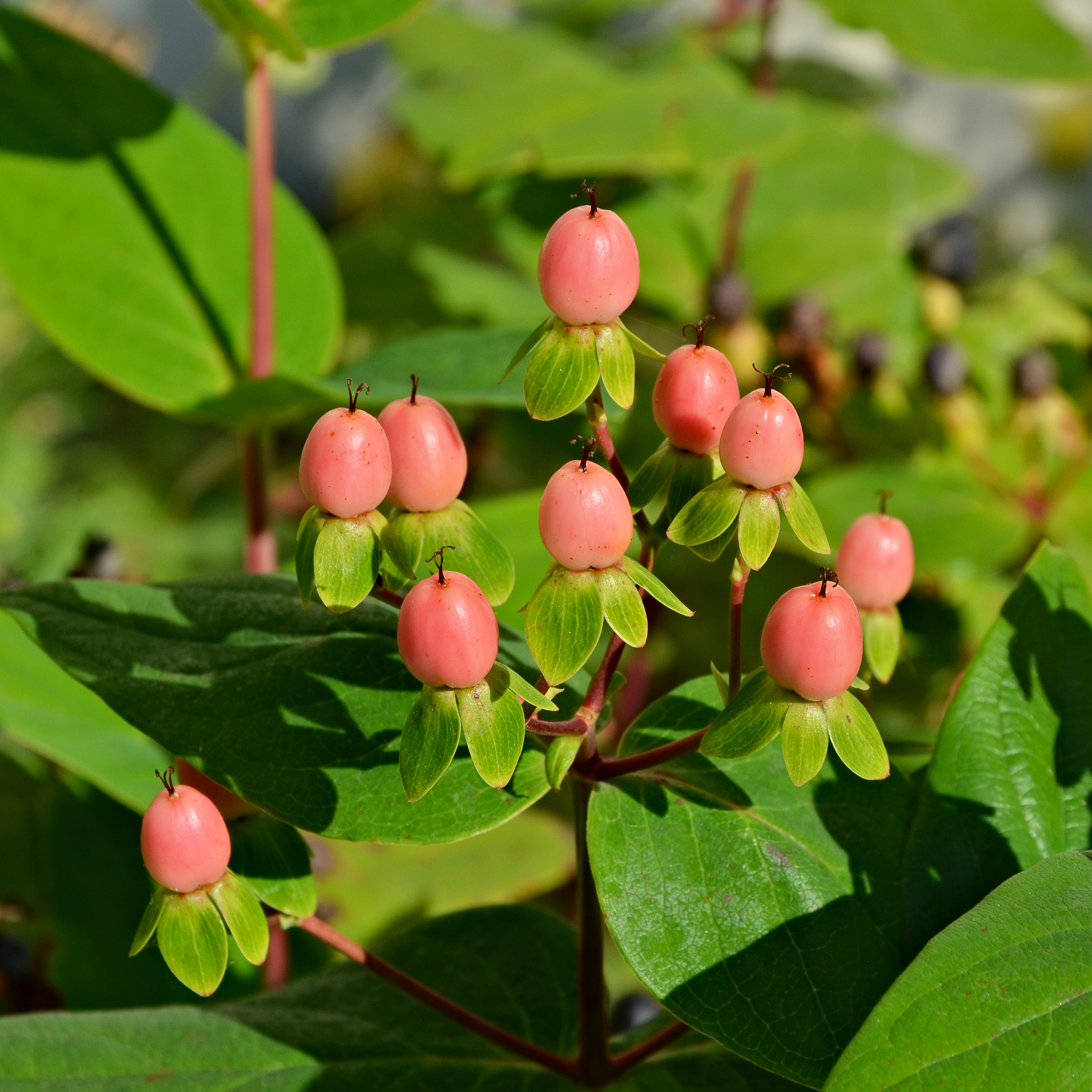
Baies de Millepertuis androsème.
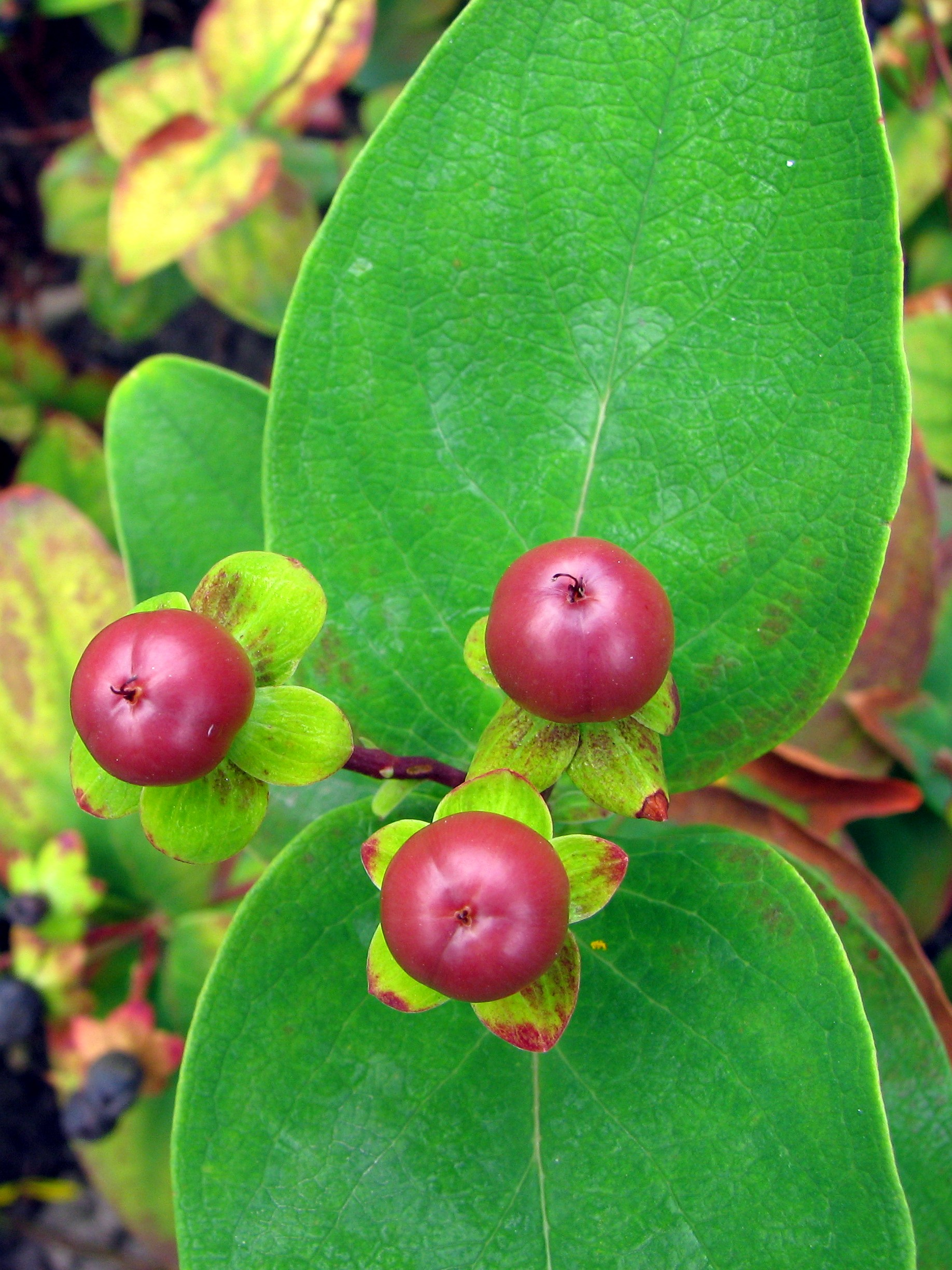
Baies rouge-marron.
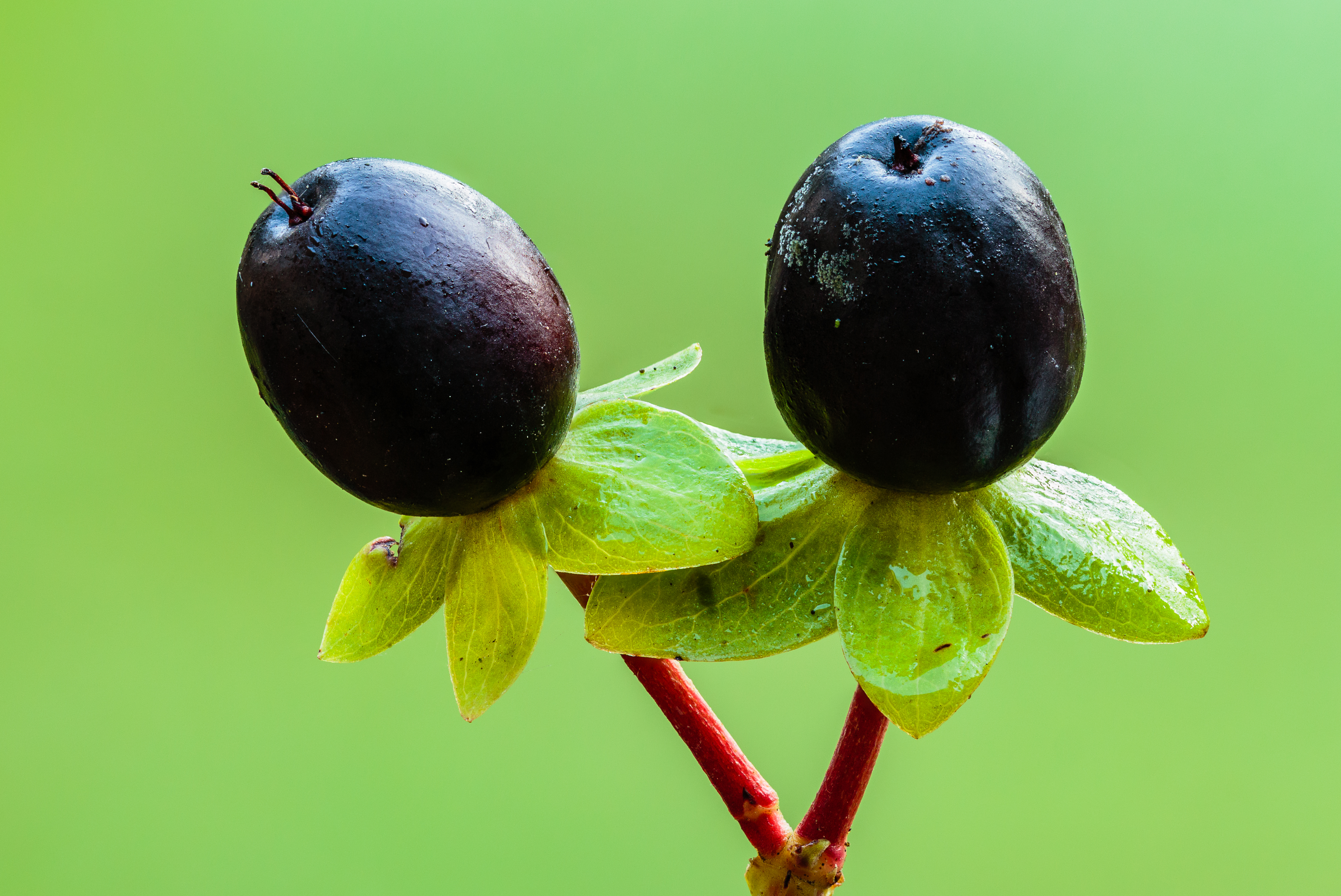
Les baies de H. androsaemum noircissent à maturité
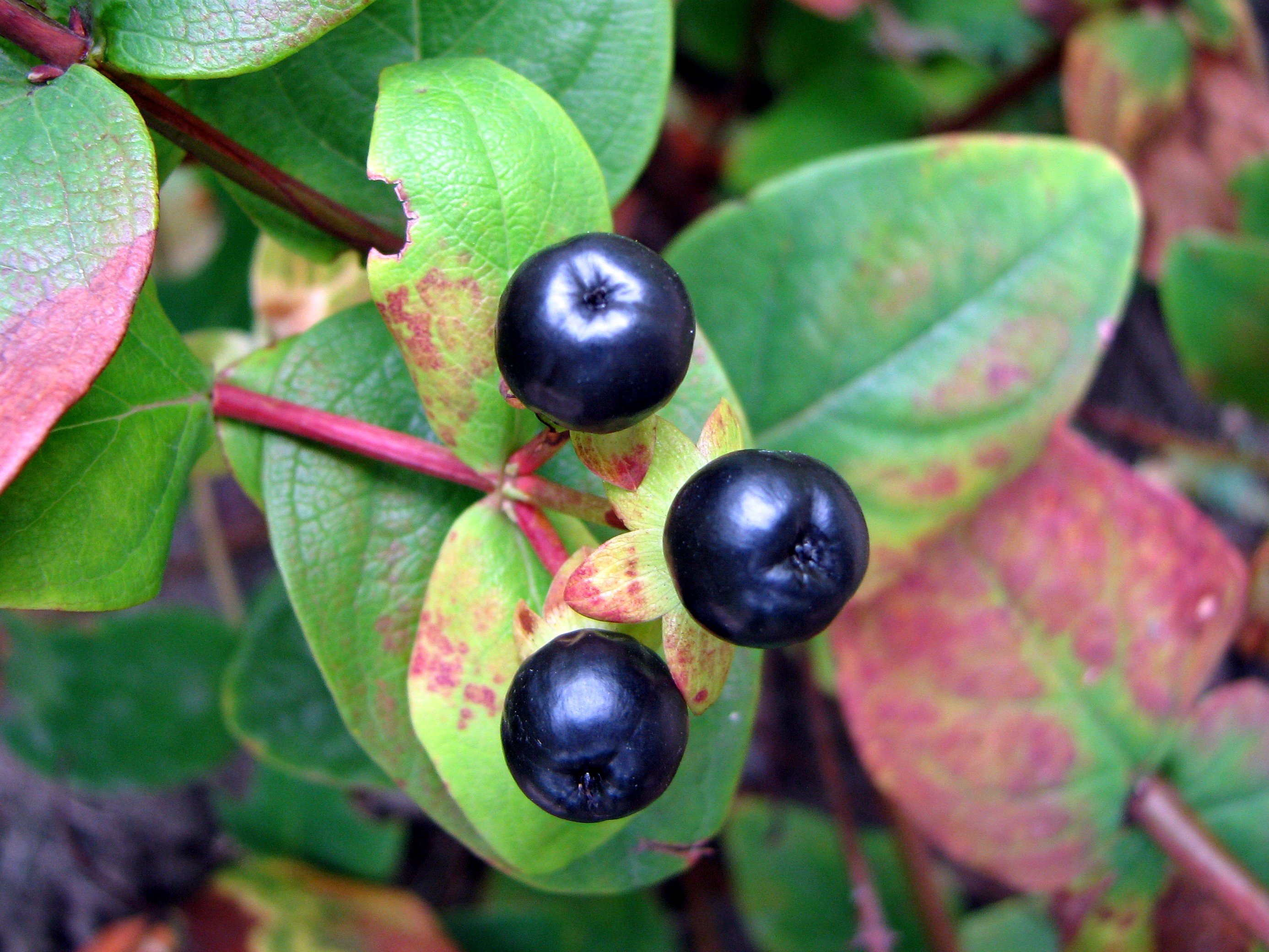
Baies noires.
Différents angles de la petite inflorescence

## Source
Lambinon J. et al., Nouvelle flore de la Belgique, du G.-D. de Luxembourg, du Nord de la France et des régions voisines (Ptéridophytes et Spermatophytes), Meise, Jardin botanique national de Belgique, 6e éd., 2012, 1195 p. (ISBN 978-90-72619-88-4)